# NGC 4611
NGC 4611 é uma galáxia espiral (Sbc) localizada na direcção da constelação de Coma Berenices. Possui uma declinação de +13° 43' 47" e uma ascensão recta de 12 horas, 41 minutos e 25,4 segundos.
A galáxia NGC 4611 foi descoberta em 17 de Maio de 1881 por Édouard Jean-Marie Stephan.